# Søby Kirke (Favrskov Kommune)
 For alternative betydninger, se Søby Kirke. (Se også artikler, som begynder med Søby Kirke)
Søby Kirke ligger i den nordvestlige udkant af landsbyen Svenstrup, ca. tre kilometer sydvest for Hammel.
- Søby Kirke
- Kirken

## Eksterne kilder og henvisninger
- Søby Kirke hos KortTilKirken.dk
- Søby Kirke hos danmarkskirker.natmus.dk (Danmarks Kirker, Nationalmuseet)

- Wikimedia Commons har flere filer relateret til Søby Kirke (Favrskov Kommune)